# Henri Plagnol
Pour les articles homonymes, voir Plagnol.
Henri Plagnol, né le 11 février 1961 à Paris, est un homme politique français.

## Biographie

### Jeunesse et études
Henri Plagnol naît à Paris, il est l’aîné de cinq enfants. Sa mère est enseignante en lettres et son père est officier dans l'armée de terre. Après des études au lycée jésuite Saint-Louis de Gonzague à Paris, il est élève en hypokhâgne et en khâgne au lycée Henri-IV. Il est admis à l'École normale supérieure de Saint-Cloud, dont il est diplômé en 1980.
Il intègre ensuite l'IEP de Paris, et obtient l'agrégation de sciences économiques et sociales. Il est admis à l'École nationale d'administration, au sein de la promotion Fernand-Braudel (1987).

### Parcours professionnel
Il opte à la sortie pour le Conseil d’État, où il devient maître des requêtes.
Maître de conférences à Sciences Po, il a également enseigné la géopolitique internationale au sein du master 2 affaires internationales de l'université Paris-Dauphine.
Le 1er avril 1993, il entre au cabinet du premier ministre Édouard Balladur, afin d'y être chargé des affaires culturelles - via l'appui de Nicolas Bazire, directeur du cabinet. Le Premier ministre met fin à ses fonctions le 13 avril : Plagnol a fréquenté de trop près une agente de la CIA intéressée par la position de la France concernant les négociations du GATT. La DST utilise alors Plagnol, à son gré et seulement sur quelques rendez-vous, pour jouer les agents doubles vis-à-vis des agents américains. Ses contacts seront expulsés du territoire français à la veille de l'élection présidentielle de 1995,. Plagnol se verra alors reprocher par le Conseil d'État son travail avec la DST.
En 2000, il publie aux éditions Flammarion un roman intitulé Les Orphelins de l’Empire.
Chevalier de la Légion d’honneur, Henri Plagnol est également signataire du Pacte écologique local proposé par Nicolas Hulot et membre de la Société internationale des Droits de l'homme.
Henri Plagnol est marié et père d'un enfant.

### Mandats locaux
En 1989, il est élu au conseil municipal de Saint-Maur-des-Fossés sur la liste du maire Jean-Louis Beaumont et se voit confier la délégation au patrimoine historique et à l'université.
En 1994, il est élu conseiller général du Val-de-Marne, dans le canton de Créteil-Nord.
En 1995, il est élu au conseil municipal de Créteil.
En 2001, il est réélu conseiller municipal de Saint-Maur-des-Fossés. Il remporte en 2004 l’élection cantonale pour le canton de Saint-Maur-des-Fossés-Centre, fonction dont il choisit de démissionner en 2009 pour se consacrer à ses autres mandats.
Le 16 mars 2008, la liste qu’il conduit remporte les élections municipales de Saint-Maur-des-Fossés en recueillant 45,4 % des voix au second tour, dans une triangulaire face aux listes de Jean-Bernard Thonus (DVD) et Philippe Rosaire (PS).
Le 11 octobre 2012, face à l'opposition de sa propre majorité municipale, il est contraint de retirer deux délibérations à l'ordre du jour du conseil municipal de Saint-Maur, portant sur une hausse de 23 % de la CFE et sur la décision modificative du budget. Quelques jours plus tard, le 17 octobre 2012, 14 adjoints au maire (sur 16) suivis par 13 conseillers municipaux (dont deux de l'opposition) demandent solennellement la démission du maire dans leur appel pour une nouvelle majorité.
Le 14 novembre 2013, Henri Plagnol annonce sa candidature à l'élection municipale de 2014. À l'issue du second tour, il est battu par Sylvain Berrios. Élu conseiller municipal, il démissionne de cette fonction.
D'après Libération, Henri Plagnol aurait fait appel à une cellule de « barbouzes » afin d'espionner son adversaire lors des élections municipales de 2014. Les agents mis en cause ont été arrêtés en 2020 à la suite d'une tentative d'assassinat, permettant à la justice d’enquêter sur leurs précédents clients.

### Mandats nationaux
En 1993, il est élu suppléant du député de la première circonscription du Val-de-Marne.
En 1997, il est élu député UDF de la première circonscription du Val-de-Marne, en remportant le second tour avec 58,09 % face à la candidate PS Michèle Sabban (le député sortant et maire de Saint-Maur-des-Fossés Jean-Louis Beaumont étant éliminé dès le premier tour).
En 2002, il est réélu député de la première circonscription du Val-de-Marne sous l'étiquette UMP, avec 62,08 % au second tour. Appelé au gouvernement, il cède sa place à son suppléant.
En 2007, il est réélu député de la première circonscription du Val-de-Marne, en obtenant 54,23 % au second tour face au candidat Modem, l’ancien journaliste Jean-Marie Cavada. Lors de sa campagne, il avait notamment reçu une visite de soutien de Simone Veil.
Il présente sa candidature pour les élections législatives de 2012 et est élu. Le 18 octobre 2012, le Conseil constitutionnel annule son élection car son suppléant était déjà inscrit comme suppléant lors des sénatoriales de 2011,. Une nouvelle élection a lieu les 9 et 16 décembre 2012. Au second tour, Henri Plagnol est battu par Sylvain Berrios qui se présentait en tant que dissident UMP.

### Fonctions ministérielles
Le 17 juin 2002, au lendemain de sa réélection en tant que député de première circonscription du Val-de-Marne, il est appelé par Jacques Chirac, président de la République, au sein du deuxième gouvernement de Jean-Pierre Raffarin.
Il y occupe les fonctions de secrétaire d'État à la Réforme de l'État, auprès du ministre de la Fonction publique, de la Réforme de l'État et de l'Aménagement du territoire, Jean-Paul Delevoye.
À ce titre, il a surtout œuvré en faveur d'un plan de développement de l’usage des nouvelles technologies de l’information et de la communication dans l'administration française, au niveau central et dans les collectivités territoriales (plan ADELE).

### Affaires judiciaires

#### Détournement de fonds publics
Il est jugé en septembre 2017 pour détournement de fonds publics et faux en écriture dans le cadre d'un marché de communication passé entre la ville de Saint-Maur et une filiale de Bygmalion, de décembre 2009 à juin 2013. Trois de ses collaborateurs sont également poursuivis pour complicité de recel de détournements de fonds.
Reconnu coupable de complicité de détournement de fonds publics en novembre 2017, Henri Plagnol est condamné à un an d'emprisonnement avec sursis et trois ans d'inéligibilité. Il décide de faire appel.
En mars 2021, la cour d'appel de Paris le condamne à un an d'emprisonnement avec sursis, 8000 euros d'amende et trois ans d'inéligibilité pour avoir cautionné un système de fausses factures. Il forme un pourvoi en cassation.
En mars 2022, la Cour de cassation ordonne un troisième procès contre Henri Plagnol.
En février 2024, il est finalement condamné à six mois d'emprisonnement avec sursis, la Cour d'appel requalifiant les faits en « détournement par négligence » et expliquant qu'il s'agissait d' « un défaut de surveillance » et « non un acte positif de (sa) part ».

#### Affaire des barbouzes de la DGSE
Il est suspecté d'être un des commanditaires dans l'affaire des barbouzes de la DGSE.
Henri Plagnol aurait fait appel, avant les municipales de 2014 à Saint-Maur-des-Fossés, à une cellule de barbouzes de la DGSE pour faire surveiller son ancien adjoint et concurrent, Sylvain Berrios, dans l'objectif de s'en prendre physiquement à lui. L'un des mis en cause a reconnu que « ça pouvait aller de la chaise roulante au cercueil »,,
Les enquêteurs font aussi un lien avec l'agression du conseiller départemental Jean-François Le Helloco, ami de Sylvain Berrios. Un matin d'octobre 2016, Jean-François Le Helloco est attaqué par deux hommes cagoulés dans le jardin de sa maison de Saint-Maur. S'ensuit une pluie de coups, des injonctions « Faut que tu arrêtes ! » et une photo souvenir,,,

## Mandats électifs

### Mandats parlementaires
- 1er juin 1997 - 18 juin 2002 : député UDF de la 1re circonscription législative du Val-de-Marne[27].
- 19 juin 2002 - 18 juillet 2002 : député UMP de la 1re circonscription législative du Val-de-Marne[28].
- 18 juin 2007 - 18 juin 2012 : député UMP de la 1re circonscription législative du Val-de-Marne[29].
- 18 juin 2012 - 18 octobre 2012 : député UDI de la 1re circonscription législative du Val-de-Marne. Le 18 octobre, le Conseil constitutionnel a annulé son élection[30].

### Mandats locaux
- 12 mars 1989 - 11 juin 1995 : conseiller municipal de Saint-Maur-des-Fossés
- 27 mars 1994 - 18 mars 2001 : conseiller général du Val-de-Marne, élu dans le canton de Créteil-Nord
- 18 mars 2001 - 16 mars 2008 : conseiller municipal de Saint-Maur-des-Fossés
- 16 mars 2008 - 30 mars 2014 : maire de Saint-Maur-des-Fossés
- 28 mars 2004 - 14 juin 2009 : conseiller général du Val-de-Marne, élu dans le canton de Saint-Maur-des-Fossés-Centre

### Fonction ministérielle
- 17 juin 2002 - 30 mars 2004 : secrétaire d'État chargé de la Réforme de l’État auprès du ministre de la Fonction publique, de la Réforme de l'État et de l'Aménagement du territoire à la réforme de l'État.

## Ouvrage
- Les Orphelins de l'Empire, Flammarion, 2000.  (ISBN 2-08-067844-2)

## Documentaire
- Paris, secrets d'espions, de Nicolas Bourgouin et Amandine Stelletta, France 5, 84 min, 13 mars 2022.